# Posizioni del wushu
Le posizioni sono un elemento fondamentale delle arti marziali cinesi.
Generalmente tutti gli stili iniziano la loro pratica da queste tecniche fondamentali. 
Ciò che in Italiano traduciamo con posizioni è il termine Bu (步) che il dizionario rende con Passi, Fasi, Camminare. Se teniamo conto di queste traduzioni ecco che abbiamo un'idea delle posizioni nel Wushu come fasi del movimento e la loro concatenazione porta come risultato il Taolu, la forma.
Quando ci vogliamo riferire a posizioni “immobili” utilizziamo il termine Zhuangbu (桩步, posizioni palo), che è un ottimo esercizio di Qigong, nonché un ottimo esercizio per il corretto apprendimento della posizione stessa.

## Alcuni elenchi

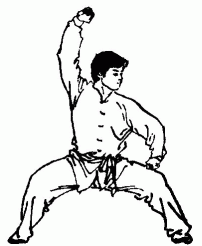
Passo del Cavaliere

Nei testi di Wushu sportivo spesso troviamo spiegate le posizioni più importanti sotto il titolo “Buxing” (步型, tipologie di passi) e comunemente vengono elencate le seguenti (citando le più comuni):
| IDEOGRAMMI | Nome in Pinyin | Nome in italiano                                     |
| 马步       | Mǎ Bù          | Posizione del cavaliere (o del cavallo)              |
| 弓步       | Gōng Bù        | Posizione dell'arciere (o dell'arco)                 |
| 仆步       | Pū Bù          | Posizione del gatto, o passo scivolato               |
| 虚步       | Xū Bù          | Posizione del passo vuoto                            |
| 歇步       | Xiē Bù         | Posizione a sgabello                                 |
| 半马步     | Bàn Mǎ Bù      | Posizione del mezzo cavaliere                        |
| 独立步     | Dú Lì Bù       | Posizione in equilibrio su una gamba                 |
| 丁步       | Dīng Bù        | Posizione dell'ideogramma "Dīng" (o posizione a "T") |
| 骑龙步     | Qí Lóng Bù     | Posizione di cavalcatura del drago                   |
| 跪步       | Guì Bù         | Posizione inginocchiata                              |
| 单蝶步     | Dān Dié Bù     | Posizione della farfalla                             |
| 坐盤步     | Zuò Pán Bù     | Posizione seduta a gambe incrociate                  |
| 七星步     | Qī Xīng Bù     | Posizione delle sette stelle                         |
| 插步       | Chā Bù         | Posizione a gambe incrociate                         |
| 幷步       | Bìng Bù        | Posizione a piedi uniti                              |

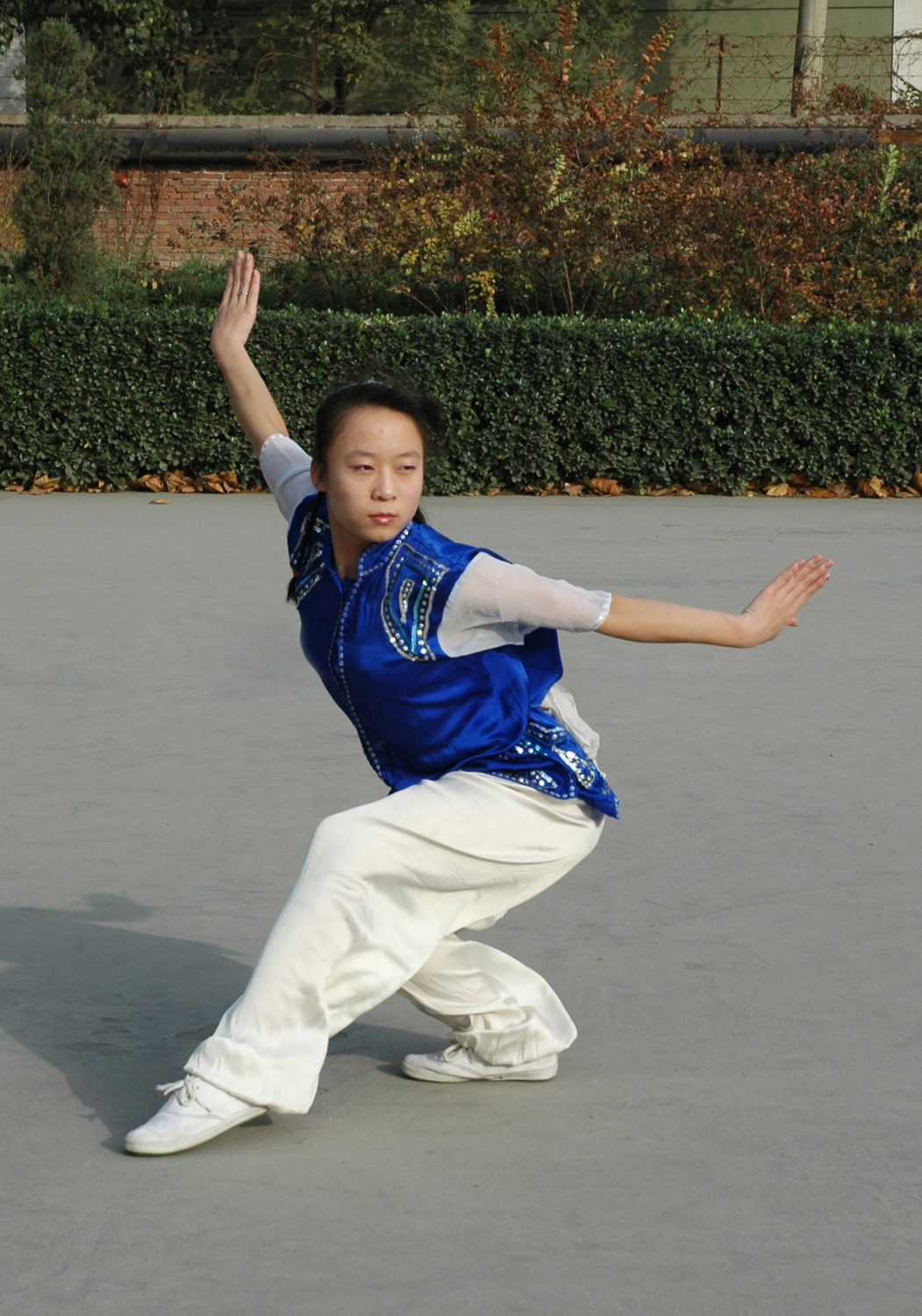
Il Passo Vuoto

A Taiwan si tende ad utilizzare invece Jiben Bufa (基本步法, Metodo dei Passi Fondamentali) per indicare i Buxing.
Naturalmente vista la varietà degli stili si sono create differenze linguistiche e pratiche per cui accanto a questi nomi riconosciuti ufficialmente dagli Istituti di Educazione Fisica Cinesi possiamo trovare interpretazioni differenti, la seguente tabella fornisce due esempi legati al Taiji Tanglangquan e alla Scuola Chang:
| IDEOGRAMMI delle POSIZIONI | Posizioni del Taiji Tanglangquan | Posizioni Scuola Chang | Posizioni Grande Hongquan della Famiglia Tang |
| 1马步Mabu                  | 骑马式Qimashi                    | 马步Mabu               | 平马Pingma                                    |
| 2弓步Gongbu                | 登山马 Dengshanma                | 弓箭步Gongjianbu       | 箭马 Qianma                                   |
| 3仆步Pubu                  | 挞极马 Taijima                   | 仆腿 Putui             | 插地龙Chadilong                               |
| 4虚步Xubu                  | assente                          | 侧丁步Ce Dingbu        | assente                                       |
| 5歇步Xiebu                 | 玉环马 Yuhuanma                  | 坐步Zuobu              | assente                                       |
| 6半马步Banmabu             | assente                          | 三七步Sanqibu          | assente                                       |
| 7独立步Dulibu              | 独立马 Dulima                    | 独立Duli               | assente                                       |
| 8丁步Dingbu                | 圈极马 Juanjima                  | 丁步Dingbu             | 吊马Diaoma                                    |
| 9骑龙步Qilongbu            | assente                          | assente                | assente                                       |
| 10跪步Guibu                | 顶膝马 Dingxima                  | assente                | assente                                       |
| 11单蝶步Dandiebu           | assente                          | assente                | assente                                       |
| 12 assente                 | assente                          | assente                | 来马Laima                                     |

Questi sono invece i nomi delle posizioni principali nello Zhoujiaquan: Sipingma (四平马); Buban pingma (步半平马); Diaoma (吊马); Manma (满马); Gongjianma (弓箭马); Diguima (低跪马); Zuoma (坐马); Banguima (半跪马); ecc.

### Video
- sports.expertvillage.com,  https://web.archive.org/web/20071110140232/http://sports.expertvillage.com/videos/kung-fu-pu-tui-stance.htm (archiviato dall'url originale il 10 novembre 2007).